# Life's Harmony
Pour plus de détails, voir Fiche technique et Distribution.
Life's Harmony est un film muet américain réalisé par Frank Borzage et Lorimer Johnston et sorti en 1916.

## Fiche technique
- Titre original : Life's Harmony
- Réalisation : Frank Borzage, Lorimer Johnston
- Scénario : Lorimer Johnston
- Société de production : American Film Company
- Société de distribution : Mutual Film Corporation
- Pays d’origine :  États-Unis
- Langue : anglais
- Format : Noir et blanc - 35 mm - 1,37:1 - Muet
- Genre : drame
- Durée : 3 bobines
- Date de sortie :
  - États-Unis : 22 février 1916

## Distribution
- George Periolat
- Vivian Rich
- Antrim Short
- Gayne Whitman